# Viola saccata
Viola saccata är en violväxtart som beskrevs av Melch.. Viola saccata ingår i släktet violer, och familjen violväxter. Inga underarter finns listade i Catalogue of Life.